# Kahler Berg – Kuhberg
Das Naturschutzgebiet Kahler Berg – Kuhberg liegt im Kyffhäuserkreis in Thüringen westlich von Seega, einem Ortsteil der Gemeinde Kyffhäuserland. Nördlich und östlich des Gebietes verläuft die Landesstraße L 2290, nordöstlich und östlich fließt die Wipper. Südöstlich erstreckt sich das 631,6 ha große Naturschutzgebiet Wipperdurchbruch.

## Bedeutung
Das 204,4 ha große Gebiet mit der NSG-Nr. 319 wurde im Jahr 1999 unter Naturschutz gestellt.